# きゅっぽんちゃんねる
きゅっぽんちゃんねるは、日本に拠点を置くカップルYouTuberである。BitStar所属。
2018年にYouTubeにて動画投稿を中心とする活動を開始。

## 概要
元アイドルのすずと元吉本芸人のTKエンターテイナーが2020年4月5日よりきゅっぽんちゃんねるとして始動。
ファンネームは『ぽんず🛁』である。
大学生の頃に2人はカップルであったが、約4年の空白後復縁カップルYouTuberとしてドッキリやショートムービーを投稿している。

## 来歴

### 2020年
- 04月05日 - きゅっぽんちゃんねるとして活動することを報告する[1]。
- 06月07日 - 7万5,000人突破。
- 07月01日 - 8万人突破。
- 09月01日 - 9万人突破。
- 10月08日 - 10万人突破。あわせてオリジナルグッズを発売。
- 11月07日 - 銀の盾が届いたことを報告[2]。

### 2021年
- 03月07日 - 16万人突破。
- 05月08日 - 20万人突破。
- 09月03日 - 25万人突破。
- 10月11日 - 29万人突破。
- 10月23日 - 30万人突破。

### 2022年
- 01月05日 - 35万人突破。
- 04月03日 - 「カップルYoutuberの集い」を主催[3]。

### 2024年
- 06月 - すずが結婚[4]。

## 人物
| 名前               | 生年月日               | 身長           | 血液型 | 出身地 | 字幕色 | 趣味       | 好きな物・事   | 嫌いな物                 | 備考       |
| ------------------ | ---------------------- | -------------- | ------ | ------ | ------ | ---------- | -------------- | ------------------------ | ---------- |
| TKエンターテイナー | 1993年8月7日（31歳）   | 175cm （公式） | AB型   | 青森県 | Blue   | 無し       | 愛             | コーヒー(歯が黄ばむので) | 元芸人     |
| すず               | 1993年12月15日（31歳） | 150cm          | O型    | 埼玉県 | Pink   | アニメ鑑賞 | にんげん、ネギ | おばけ、虫               | 元アイドル |

## 交友関係
- アイドルのいる生活
- はすきぃと嫁ぴぃ
- 家庭教師とボク

### 総再生回数
1. ↑  311,219,796回
2. ↑  107,030,286回
3. ↑  136,747回